# 角果碱蓬
角果碱蓬（学名：Suaeda corniculata）为苋科碱蓬属的植物。分布在西伯利亚、中亚以及中国大陆的辽宁、青海、内蒙古、宁夏、黑龙江、吉林、新疆、甘肃等地，生长于海拔150米至5,500米的地区，多生长在湖边、盐碱土荒漠和河滩，目前尚未由人工引种栽培。

## 异名
- Suaeda corniculata (C. A. Mey.) Bunge var. microcfarpa Fuh et Wang-Wei
- Suaeda corniculata (C. A. Mey.) Bunge var. olufsenii (Panls.) G. L. Chu